# Кам-Бай-Ченс
Кам-Бай-Ченс (англ. Come By Chance) — містечко в Канаді, у провінції Ньюфаундленд і Лабрадор.

## Населення
За даними перепису 2016 року, містечко нараховувало 228 осіб, показавши скорочення на 7,7%, порівняно з 2011-м роком. Середня густина населення становила 5,7 осіб/км².
З офіційних мов обидвома одночасно не володів жоден з жителів, тільки англійською — 230.
Працездатне населення становило 54,8% усього населення, рівень безробіття — 17,4% (16,7% серед чоловіків та 27,3% серед жінок). 95,7% осіб були найманими працівниками, а 0% — самозайнятими.

## Клімат
Середня річна температура становить 4,8°C, середня максимальна – 19,4°C, а середня мінімальна – -10,6°C. Середня річна кількість опадів – 1 392 мм.
| Клімат поселення                              | Клімат поселення | Клімат поселення | Клімат поселення | Клімат поселення | Клімат поселення | Клімат поселення | Клімат поселення | Клімат поселення | Клімат поселення | Клімат поселення | Клімат поселення | Клімат поселення | Клімат поселення |
| Показник                                      | Січ.             | Лют.             | Бер.             | Квіт.            | Трав.            | Черв.            | Лип.             | Серп.            | Вер.             | Жовт.            | Лист.            | Груд.            |                  |
| Середній максимум, °C                         | −0,14            | −0,56            | 2,60             | 7,32             | 11,80            | 16,06            | 17,92            | 19,36            | 15,83            | 10,99            | 6,20             | 1,55             |                  |
| Середня температура, °C                       | −5,16            | −5,58            | −2,43            | 2,29             | 6,78             | 11,04            | 14,38            | 15,81            | 12,29            | 7,45             | 2,67             | −1,98            |                  |
| Середній мінімум, °C                          | −10,19           | −10,61           | −7,47            | −2,74            | 1,75             | 6,01             | 10,85            | 12,28            | 8,76             | 3,90             | −0,87            | −5,53            |                  |
| Норма опадів, мм                              | 135              | 116              | 111              | 106              | 97               | 119              | 98               | 99               | 126              | 133              | 129              | 123              |                  |
| Середньомісячна швидкість вітру, м/с          | 7.15             | 6.71             | 6.42             | 5.89             | 5.27             | 5.01             | 4.83             | 4.90             | 5.39             | 6.00             | 6.55             | 7.00             |                  |
| Середньомісячна сонячна радіація, кДж/м²·день | 3934             | 6826             | 10658            | 14009            | 17151            | 18996            | 18760            | 15872            | 11957            | 7176             | 4153             | 3040             |                  |
| --------------------------------------------- | ---------------- | ---------------- | ---------------- | ---------------- | ---------------- | ---------------- | ---------------- | ---------------- | ---------------- | ---------------- | ---------------- | ---------------- | ---------------- |
| Джерело:                                      |                  |                  |                  |                  |                  |                  |                  |                  |                  |                  |                  |                  |                  |